# Andrew Bocarsly

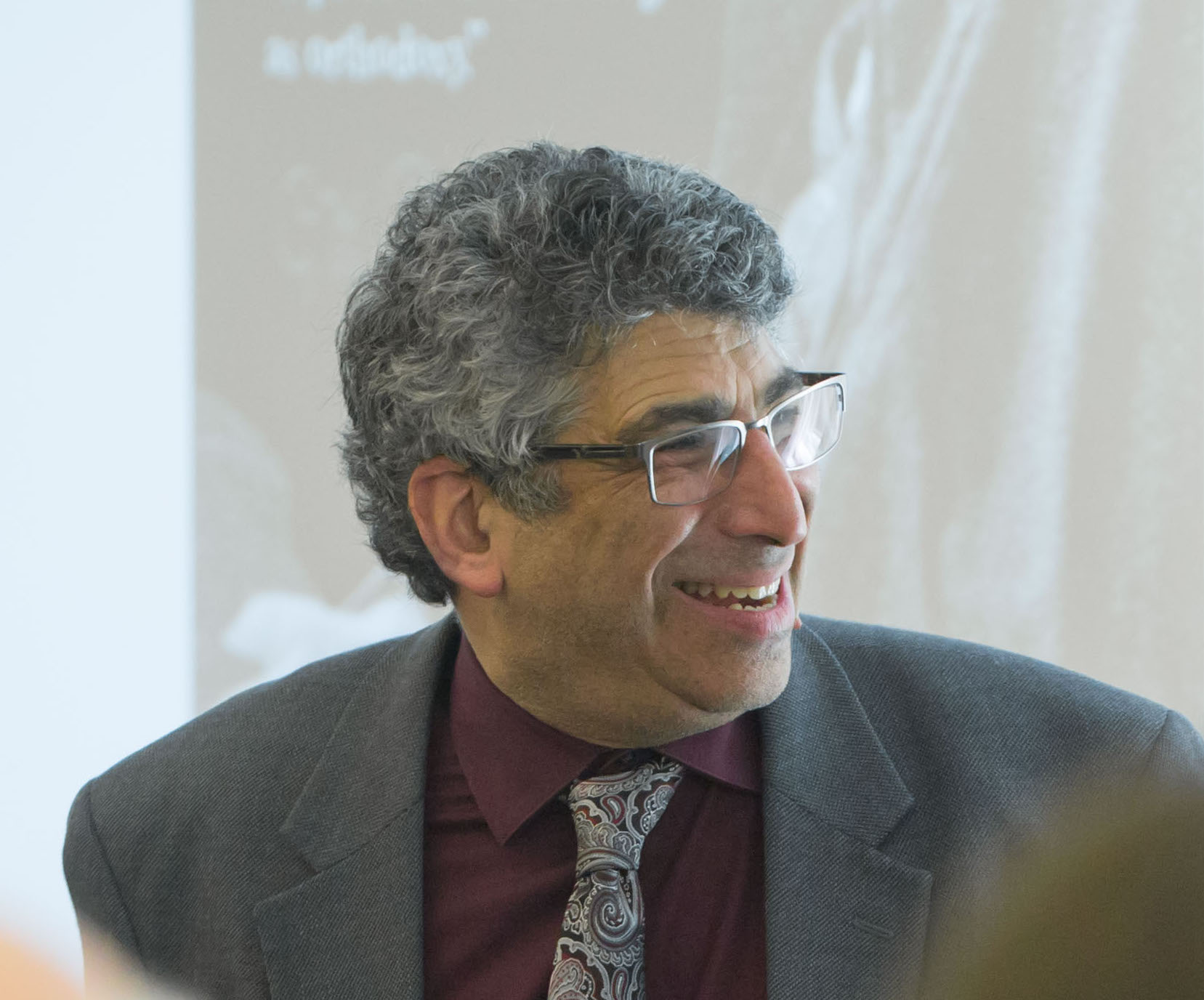
Andrew Bocarsly

Andrew B. Bocarsly (* 23. April 1954 in Los Angeles) ist ein US-amerikanischer Chemiker (Physikalische Chemie, Elektrochemie, Photochemie) und Hochschullehrer an der Princeton University.
Bocarsly erwarb seinen Bachelor-Abschluss sowohl in Physik als auch in Chemie 1976 an der University of California, Los Angeles. Dort befasste er sich unter John Gladysz mit Metalldampf-Synthese (Metal Vapor Synthesis, MVS). 1980 wurde er am Massachusetts Institute of Technology promoviert mit einer Dissertation über Ladungstransferprozesse in Halbleitern. Danach wurde er Assistant Professor und später Professor an der Princeton University.
2008 demonstrierte er die Umwandlung von Kohlendioxid in Methanol mit Lichtenergie. Er verfolgt auf diese Weise die Umwandlung von Kohlendioxid in der Atmosphäre in industriell verwertbare Kohlenwasserstoffe (wie Alkohole) in einer Art Künstlicher Photosynthese (von ihm Liquid Light Technology genannt).
Er forscht zu Brennstoffzellen (Elektrokatalysatoren für Alkohol-Brennstoffzellen, Protonenaustausch-Membrane bei erhöhter Temperatur), Sol-Gel-Prozessen mit Cyanogel, Metall-Legierungen und Nanostrukturen und mit molekularen photoinduzierten Multielektron-Ladungstransferprozessen.
Er gründete mit anderen 2009 die Firma Liquid Light Inc. in Monmouth Junction in New Jersey, die elektrochemisch organische Chemikalien aus Kohlendioxid herstellt.
1986 bis 1988 war er Sloan Research Fellow. Er erhielt den American Chemical Society-Exxon Solid State Chemistry Award.

## Schriften (Auswahl)
- mit M. T. Kelly, J. K. M. Chun: A Silicon Sensor for SO2,  Nature, Band 382, 1996, S. 214–215
- mit Emily B. Cole, P. S.  Lakkaraju, D. M. Rampulla, A. J.  Morris, E. Abelev: Using a One-Electron Shuttle for the Multielectron Reduction of CO2 to Methanol: Kinetic, Mechanistic, and Structural Insights, J. Am. Chem. Soc., Band 132, 2010, S. 11539–11551. PMID 20666494